# Online Computer Library Center
OCLC (engl. Online Computer Library Center) je međunarodna organizacija i usluga za knjižnice svih vrsta. Osnovana je 1967. godine kao Knjižnički centar Koledža Ohio (Ohio College Library Center) na poticaj profesora sa Sveučilišta u Ohiju (SAD). Cilj je bio izgraditi sustav utemeljen na računalnoj mreži koja bi obuhvatila sve knjižnične podatke s navedenog sveučilišta, no vremenom je počela objedinjavati i građu drugih knjižnica u Sjedinjenim Državama i svijetu. Dostupnost građe OCLC-a provjerava se na WorldCatu, najvećoj knjižničarskoj bazi podataka koja objedinjuje građu 72 000 svjetskih knjižnica, muzeja i arhiva.

## Vanjske poveznice
- (engl.)(fr.)(njem.)(šp.)(nizoz.)(port.)(kin.) Službene stranice OCLC-a
- (engl.) WorldCat - knjižničarska baza podataka temeljena na OCLC-u